# Сибирский (Новосибирская область)
Сибирский — посёлок в Купинском районе Новосибирской области России. Входит в состав Сибирского сельсовета.

## География
Площадь посёлка — 144 гектара.

## История
Решением исполнительного комитета Купинского районного Совета депутатов трудящихся № 110 от 03.04.1958 года центральной усадьбе Купинского совхоза присвоено наименование поселок Сибирский.

## Население
| 2002 | 2007 | 2010 |
| ---- | ---- | ---- |
| 642  | ↘543 | ↘384 |

## Инфраструктура
В посёлке по данным на 2007 год функционируют 1 учреждение здравоохранения и 1 учреждение образования.